# Karl von Mylius
Karl Hubert Florentin Freiherr von Mylius (* 8. Juli 1818 in Köln; † 5. März 1893 in Linzenich) war ein deutscher Rittergutsbesitzer und Politiker aus dem Adelsgeschlecht Mylius.

## Leben
Von Mylius war der Sohn des Kölner Oberbürgermeisters Karl Josef von Mylius (* 6. Dezember 1778 in Köln; † 24. Dezember 1838 ebenda) und dessen Ehefrau Maria Walburga, geb. Freiin Geyr von Schweppenburg (* 24. September 1789 in Köln; † 5. Juli 1872 ebenda). Er war katholisch und heiratete am 16. Juni 1854 Maria Theresia Elise Walburga Huberta Freiin Raitz von Frentz (* 6. April 1827 in Schlenderhan; † 27. November 1911 in Aachen). Sein Bruder war Eberhard von Mylius.
Von Mylius lebte als Rittergutsbesitzer auf Schloss Linzenich. Er war langjähriger Abgeordneter im Provinziallandtag der Rheinprovinz für den Stand der Ritterschaft in den Regierungsbezirken Aachen/Düsseldorf: Von 1851 bis 1852 war er Abgeordneter, von 1854 bis 1856 verhindert, von 1858 bis 1860 wieder Abgeordneter, 1861 verhindert, von 1862 bis 3/1875 Abgeordneter. Von 8/1875 bis 1879 war er erneut verhindert und legte 1881 das Mandat aus gesundheitlichen Gründen nieder.